# Dendropanax arboreus
El zapotillo o palo de danta (Dendropanax arboreus) es un árbol de la familia de las araliáceas. Alcanza hasta 25 metros de alto. Habita desde el sur y sureste de México hasta Centroamérica incluyendo la Península de Yucatán. Es un árbol de hasta 25 metros de alto. Tiene potencial para reforestación en zonas degradadas de selva. Se puede utilizar para recuperación de terrenos degradados y rehabilitar sitios donde hubo explotación minera.

## Descripción
Son árboles que alcanzan un tamaño de hasta 15 m de alto (raramente más de 6–7 m en Nicaragua). Hojas juveniles frecuentemente 3-lobadas, las maduras muy variables, ovadas, elípticas, oblongas u obovadas, 5–25 cm de largo y 2–10 cm de ancho, ápice agudo o acuminado, base atenuada a redondeada, márgenes enteros, escasamente denticulados o algo undulado-crenados, papiráceas a algo coriáceas, con o sin manchas pelúcidas; pecíolos 1–6 (–10) cm de largo. Inflorescencia de 3 o más umbelas dispuestas en un racimo, pedúnculos 1–5 cm de largo, bracteados en la base y frecuentemente en toda su longitud, pedicelos 3–10 (–15) mm de largo, flores (5–) 10–30 o más por umbela, 5–8-partidas; columna estilar 1–3 mm de largo, estilos libres en el ápice. Fruto 4–8 (–10) mm de largo.

## Distribución y hábitat
Es una especie común, que se encuentra en los bosques húmedos, abundante en vegetación secundaria, raramente en sabanas, zonas norcentral y atlántica; a una altitud de 5–1500 metros, fl y fr durante todo el año; desde México hasta Sudamérica tropical, también en las Antillas.

## Propiedades
En Quintana Roo, se usa la infusión de las hojas para bajar la fiebre.
Historia
En el siglo XVI, Francisco Hernández de Toledo  señala: la corteza es fría y húmeda, molida y espolvoreada alivia admirablemente las llagas recientes o antiguas. Añade, la misma corteza mezclada con las hojas, limpia y sana los tumores de las mamas ya abiertos y que manan pus, alivia las inflamaciones; suelen comerse para el mismo fin, las hojas preparadas en forma de tortillas.

## Taxonomía
Dendropanax arboreus fue descrita por (L.) Decne. & Planch.  y publicado en Revue Horticole 16: 107 en 1854.
Sinonimia
- Aralia arborea L.
- Aralia fruticosa Sessé & Moc.
- Aralia tuxtlensis Sessé & Moc.
- Dendropanax alaris (Schltdl.) Decne. & Planch.
- Dendropanax brachypodus (Urb.) R.C.Schneid.
- Dendropanax concinnus (Standl.) Lundell
- Dendropanax insulare (Rose) R.C. Schneid.
- Dendropanax insularis (Rose) R.C.Schneid.
- Dendropanax juergensenii Seem.
- Dendropanax langeanum Marchal
- Dendropanax langeanus Marchal ex Standl.
- Dendropanax matudae (Lundell) A.C.Sm.
- Dendropanax monticolus Standl.
- Dendropanax samydifolius (C.Wright ex Griseb.) Seem.
- Dendropanax schippii (A.C.Sm.) A.C.Sm.
- Dendropanax stenodontus (Standl.) A.C.Sm.
- Erithalis pentagonia DC.
- Gilibertia alaris (Schltdl.) I.M.Johnst.
- Gilibertia arborea (L.) Marchal ex T.Durand & Pittier
- Gilibertia brachypoda Urb.
- Gilibertia concinna Standl.
- Gilibertia eurycarpa I.M.Johnst.
- Gilibertia insularis Rose
- Gilibertia juergensenii (Seem.) Standl.
- Gilibertia langeana Marchal
- Gilibertia matudae Lundell
- Gilibertia rothschuhii Harms
- Gilibertia samydifolia (C.Wright ex Griseb.) Marchal
- Gilibertia schippii A.C.Sm.
- Gilibertia smithiana I.M.Johnst.
- Gilibertia stenocarpa Donn.Sm.
- Gilibertia stenodonta Standl.
- Hedera alaris Schltdl.
- Hedera arborea (L.) Sw.
- Schefflera arborea (L.) M.Gómez
- Schefflera samydifolia Maza
- Sciadophyllum arboreum Hitchc.
- Sciadophyllum jacquini Griseb.
- Sciadophyllum samydifolium C. Wright ex Griseb.
- Sciodaphyllum arboreum (L.) C.L.Hitchc.
- Sciodaphyllum jacquinii Griseb.
- Sciodaphyllum samydifolium C.Wright ex Griseb.[5][6]

## Nombres comunes
- Palo de agua, molumento.
- palo cachimba de Cuba, vibona de Cuba.[7]